# Thuso Mpuang
Thuso Mpuang (1º marzo 1984) è un ex velocista sudafricano.

## Palmarès
| Anno | Manifestazione  | Sede        | Evento      | Risultato        | Prestazione | Note |
| ---- | --------------- | ----------- | ----------- | ---------------- | ----------- | ---- |
| 2008 | Africani        | Addis Abeba | 200 m piani | Oro              | 20"53       |      |
| 2008 | Africani        | Addis Abeba | 4x100 m     | Oro              | 38"75       |      |
| 2008 | Giochi olimpici | Pechino     | 200 m piani | Quarti di finale | 21"04       |      |
| 2008 | Giochi olimpici | Pechino     | 4x100 m     | Batteria         | dnf         |      |
| 2009 | Universiadi     | Belgrado    | 200 m piani | Bronzo           | 20"69       |      |
| 2009 | Universiadi     | Belgrado    | 4x100 m     | Bronzo           | 39"52       |      |
| 2009 | Mondiali        | Berlino     | 200 m piani | Quarti di finale | 20"87       |      |
| 2009 | Mondiali        | Berlino     | 4x100 m     | Batteria         | 39"71       |      |
| 2010 | Africani        | Nairobi     | 200 m piani | 7º               | 21"09       |      |
| 2010 | Africani        | Nairobi     | 4x100 m     | Oro              | 39"12       |      |
| 2011 | Universiadi     | Shenzhen    | 200 m piani | Argento          | 20"59       |      |
| 2011 | Universiadi     | Shenzhen    | 4x100 m     | Oro              | 39"25       |      |
| 2011 | Mondiali        | Taegu       | 200 m piani | Batteria         | 21"07       |      |
| 2011 | Mondiali        | Taegu       | 4x100 m     | Batteria         | 38"72       |      |
| 2012 | Africani        | Porto-Novo  | 200 m piani | 8º               | 21"39       |      |
| 2012 | Africani        | Porto-Novo  | 4x100 m     | Oro              | 39"26       |      |

## Altre competizioni internazionali
2010
- Bronzo in Coppa continentale ( Spalato), 4x100 m - 39"82